# Spiro Agnew
Spiro Theodore "Ted" Agnew (/spɪroʊ ˈæɡnjuː/ 9 tháng 11 năm 1918 – ngày 17 tháng 9 năm 1996) là  Phó Tổng thống của Hoa Kỳ thứ 39, phục vụ từ năm 1969 đến khi phải từ chức năm 1973. Ông là người thứ hai, và gần đây nhất mà Phó tổng thống phải từ chức khi đương nhiệm, sau John C. Calhoun năm 1832, và là người duy nhất từ chức trong nhục nhã do cáo buộc trốn thuế khi làm Thống đốc bang Maryland.